# Fontana del Piermarini
La fontana del Piermarini è una fontana in stile neoclassico, opera dell'architetto Giuseppe Piermarini, collocata a Milano presso l'omonima piazza (alla quale la stessa opera dà il nome). Inaugurata il 15 agosto 1782, è considerata la prima fontana costruita nella città meneghina.

## Storia

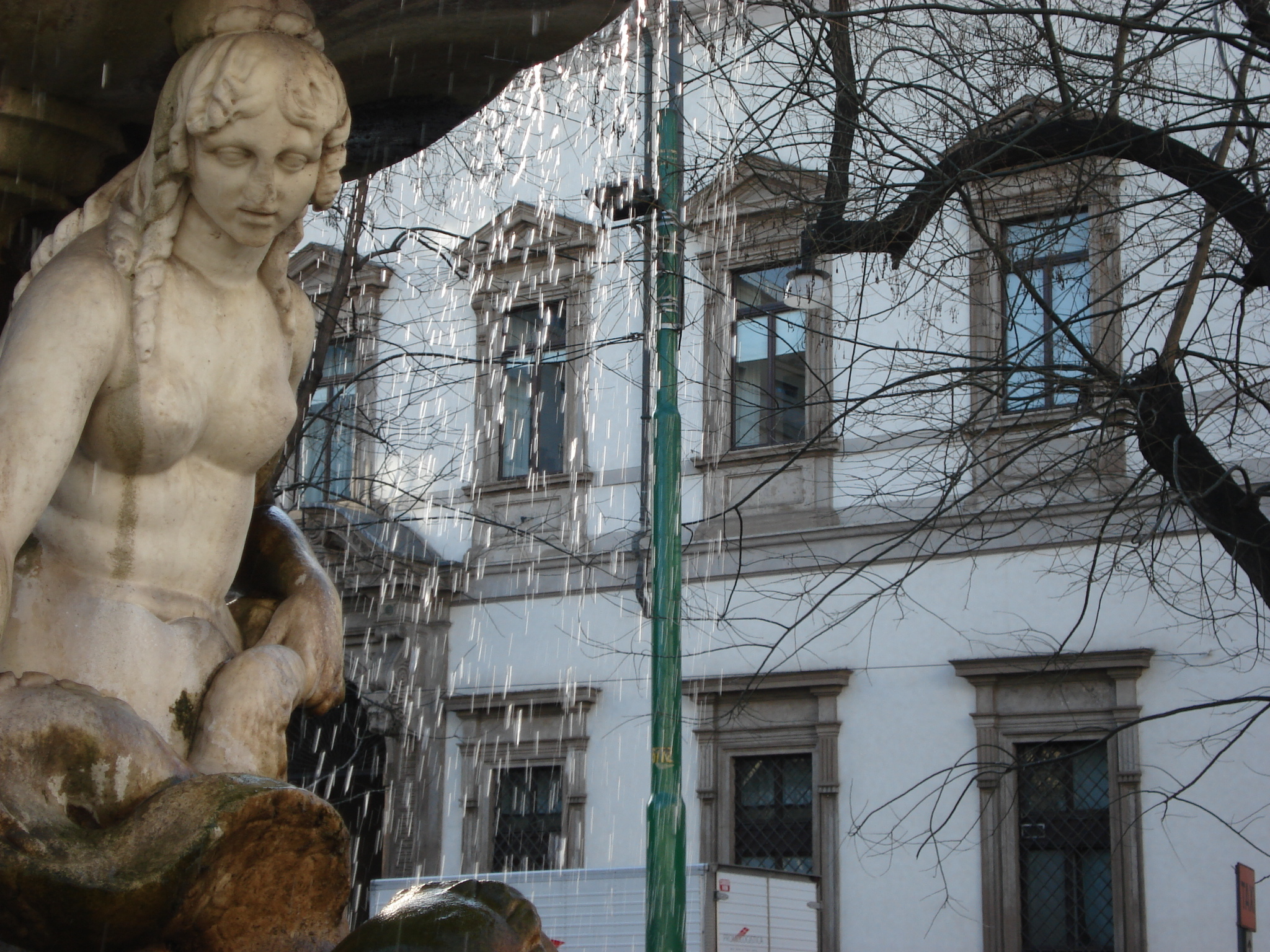
Una delle "Teodolinde"

La fontana, commissionata da Carlo Giuseppe di Firmian (plenipotenziario di Maria Teresa d'Austria) all'architetto Piermarini durante i lavori di sistemazione della piazza, venne inaugurata il 15 agosto 1782, dopo ben 13 anni di lavori e non essendo ancora stata terminata (mancavano ancora le sirene in marmo). Oltre alle difficoltà tecniche nel creare una struttura del genere, influì sui tempi di realizzazione la difficoltà nel far arrivare l'acqua dal fiume Seveso alla fontana, a causa della pendenza insufficiente fra i due punti. L'architetto risolse questo problema abbassando l'opera rispetto al livello della piazza e collocando una pompa presso Via delle Ore.

## Descrizione
Realizzata in granito rosa di Baveno, è ampia 20 m² ed è composta da tre vasche sovrapposte di dimensioni differenti. Da quella posta più in alto l'acqua scende gocciolando nella vasca intermedia, sotto la quale sono presenti i delfini con a cavallo le due sirene, per poi scendere nella vasca principale inferiore e, attraverso questa, sgorgare attraverso quattro bocche in altrettante vaschette a terra.
Le due statue in marmo, soprannominate "Teodolinde", opere dello scultore Giuseppe Franchi, non erano ancora pronte al momento dell'inaugurazione e vennero collocate solamente l'anno successivo.